# Heinrich Höfler

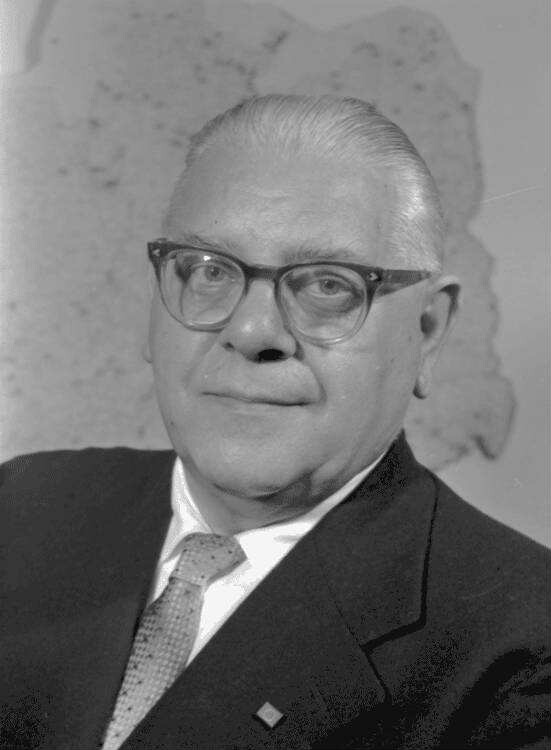
Heinrich Höfler (1961)

Heinrich Höfler (* 16. Februar 1897 in Schwetzingen; † 21. Oktober 1963 in Bonn) war ein deutscher Politiker der CDU.

## Leben und Beruf
Höfler, der katholischer Konfession war, besuchte als Sohn des Schlossers Philipp Höfler die Bürgerschule in Schwetzingen. Nach dem Abitur 1916 auf dem Ludwig-Wilhelm-Gymnasium in Rastatt wurde er Soldat. Nach dem Ende des Ersten Weltkrieges studierte er Geschichte, Staats- und Wirtschaftswissenschaften an der Universität Freiburg und Universität Heidelberg. Während seines Studiums wurde er Mitglied der katholischen Studentenverbindung K.D.St.V. Falkenstein Freiburg im CV. Von 1921 bis 1931 war er Redakteur des der Zentrumspartei nahestehenden Pfälzer Boten in Heidelberg, ab 1931 Caritasdirektor beim Deutschen Caritasverband in Freiburg im Breisgau und Schriftleiter der Zeitschrift Caritas. Nach Kriegsausbruch wurden alle Zeitschriften des Caritasverbandes verboten. Daraufhin trat er an die Spitze der Kirchlichen Kriegshilfe, die der Deutsche Caritasverband nach 1939 zunächst in Berlin, später dann in Freiburg unterhielt. In seinem Widerstand gegen den Nationalsozialismus stand Höfler dem Freiburger Kreis um den Publizisten Karl Färber nahe. Am 5. Mai 1944 wurde Höfler auf Befehl Martin Bormanns verhaftet und ins Gestapo-Gefängnis in der Prinz-Albrecht-Straße gebracht. Im April 1945 wurde er befreit.
Nach dem Zweiten Weltkrieg organisierte er die Hilfe des Deutschen Caritasverbandes für Kriegsgefangene und Kriegsheimkehrer. Er wurde zum „Sondergesandten“ der deutschen Bundesregierung in der Kriegsverbrecherfrage und erreichte unter anderem mit einem Geheimabkommen mit der italienischen Regierung, dass NS-Täter in Italien aus der Haft entlassen wurden. 1952 war er Delegierter bei der UN-Sonderkommission für Kriegsgefangenenfragen.

## Politik

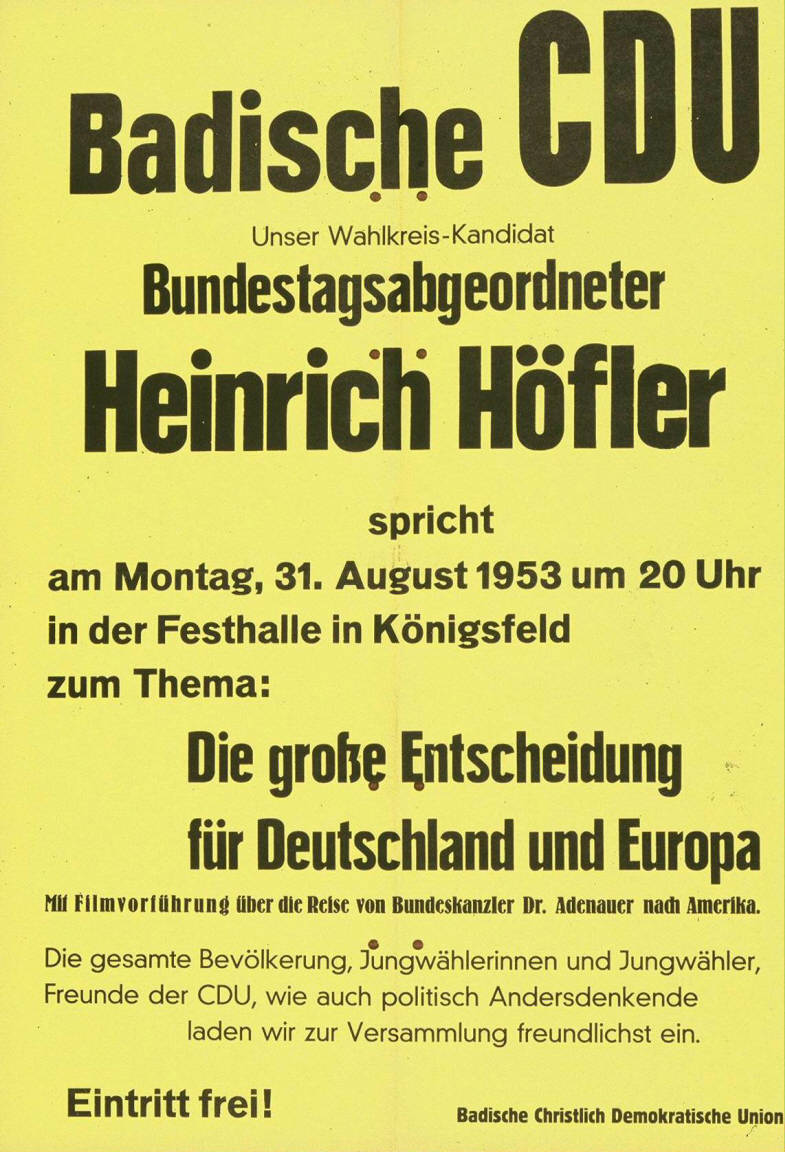
Ankündigungsplakat Heinrich Höflers zur Bundestagswahl 1953

Eine direkte politische Mitarbeit in der Badischen Christlich-Sozialen Volkspartei (später badische CDU) in der Position des Generalsekretärs lehnte Höfler in den Jahren 1946/1947 zunächst ab. Schließlich ließ er sich 1949 doch als CDU-Kandidat für den Wahlkreis Emmendingen für die Wahl zum ersten Bundestag aufstellen. Er wurde mit absoluter Mehrheit gewählt und gehörte dem Deutschen Bundestag auch in den folgenden Legislaturperioden bis zu seinem Tod im Jahr 1963 an. Das Direktmandat in seinem Wahlkreis konnte er in allen Wahlgängen verteidigen. Seit 1951 war er zudem Mitglied der Beratenden Versammlung des Europarates und ab 1955 der Versammlung der Westeuropäischen Union. In den 1950er Jahren wurde er zudem Direktor der Caritaszentrale in Freiburg.